# Sarri, Sarri
«Sarri, Sarri» és una cançó en basc del grup Kortatu, possiblement la seva cançó més cèlebre. La lletra és de Lurdes i Josu Landa sobre la música de «Chatty Chatty», del grup jamaicà Toots and The Maytals, composta per Frederick "toots" Hibbert. En la cançó va col·laborar Ruper Ordorika.
La lletra va ser escrita el 1985 arran de la fuga de la presó de Martutene, Guipúscoa, el 7 de juliol d'aquell any, de dos presos condemnats per la seva suposada pertinença a ETA, amagats a sengles altaveus després d'un concert del cantant Imanol Larzabal. Es tractava d'Iñaki Pikabea, Piti, i de Joseba Sarrionandia, Sarri, aquest últim, escriptor de renom en el camp de la literatura basca on el seu sobrenom dona nom a la cançó.
L'Associació de Víctimes del Terrorisme (AVT) va promoure un boicot a Fermin Muguruza, cantant que anteriorment havia estat membre del trio Kortatu, esgrimint la lletra de la cançó després de vint anys de la seva creació. L'AVT va acabar denunciant a Fermin per tocar en diversos concerts la cançó.